# Hieromantis
Hieromantis is een geslacht van vlinders van de familie Stathmopodidae.

## Soorten
- H. amblyptera Meyrick, 1927
- H. ancylogramma Meyrick, 1933
- H. chrysoleuca Meyrick, 1913
- H. deprivata Meyrick, 1927
- H. ephodophora Meyrick, 1897
- H. fibulata Meyrick, 1906
- H. inhonorata Meyrick, 1927
- H. ioxysta Meyrick, 1913
- H. munerata Meyrick, 1924
- H. phaedora Meyrick, 1929
- H. praemiata Meyrick, 1922
- H. resplendens Bradley, 1957
- H. tribolopa Meyrick, 1924